# La scoperta dell'America
La scoperta dell'America è un album discografico del cantautore italiano Claudio Lolli, pubblicato nel 2006.

## Tracce
Testi e musiche di Claudio Lolli, eccetto dove indicato.
1. (Il grande poeta russo) Majakovskij e la scoperta dell'America – 6:40
2. Bisogno orizzontale – 4:20
3. Il secondo sogno – 4:22
4. Le rose di Pantani – 4:10 (testo: Gianni D'Elia)
5. Poco di buono – 5:02 (Fabrizio Zanotti, Nicola Ricco)
6. L'eterno canto dell'uomo – 5:01 (testo: Ernesto Dello Jacono – musica: Claudio Lolli, Amerigo Sianni, Pasquale M. Morgante, Salvatore Siena)
7. Nuovo carcere Paradiso – 5:52
8. Piccola storia di un dio – 4:33 (musica: Paolo Capodacqua)
9. Medley con rumori rosa – 6:00 (musica: Nicola Alesini, Capodacqua, Morgante)

## Formazione
- Claudio Lolli – voce
- Maurizio Nicolaci – percussioni
- Marcello Surace – batteria
- Max Cremonini – chitarra acustica, chitarra elettrica
- Carmelo Fasanaro – basso
- Davide Aru – chitarra, mandolino
- Pasquale Morgante – tastiera, organo Hammond, pianoforte, Fender Rhodes
- Paolo Capodacqua – chitarra
- Tiziano Zanotti – basso, contrabbasso, violoncello
- Saverio Pagano – percussioni
- Giampiero Burza – chitarra
- Daniele Faraotti – chitarra acustica, chitarra elettrica
- Robs Mantovani – percussioni
- Alessandro Luvarà - registrazioni
- Federica Arcà – basso
- Mario Grillo – chitarra
- Roberto Rossi – percussioni
- Nicola Alesini – sassofono soprano, sassofono tenore, clarinetto
- Andrea Ferrario – sax
- Angelo Adamo – armonica
- Barbara Giorgi – cori